# Estação San Juan (Metro de Buenos Aires)
A Estação San Juan é uma das estações do Metro de Buenos Aires, situada em Buenos Aires, entre a Estação Independencia e a Estação Constitución. Faz parte da Linha C.
Foi inaugurada em 9 de novembro de 1934. Localiza-se no cruzamento da Autopista 25 de Mayo com a Rua Bernardo de Irigoyen. Atende o bairro de Constitución.